# París-Tours 2011
La París-Tours 2011 fou la 105a edició de la París-Tours. La cursa es disputà el diumenge 9 d'octubre de 2011 sobre un recorregut de 230,5 km i s'emmarcava dins el calendari de l'UCI Europa Tour 2011.
El vencedor final fou el belga Greg Van Avermaet (BMC Racing Team), que s'imposà amb un parell de segons de diferència sobre Marco Marcato, amb qui havia compartit escapada en els darrers quilòmetres.

## Equips participants
25 equips van prendre part en aquesta edició de la París-Tours: · 
- 14 ProTeams: AG2R La Mondiale, BMC Racing Team, Euskaltel-Euskadi, Garmin-Cervélo, Lampre-ISD, Omega Pharma-Lotto, Quick Step, Rabobank, Saxo Bank-SunGard, Team Sky, Team HTC-Highroad, Team Leopard-Trek, Team RadioShack, Vacansoleil-DCM
- 10 equips continentals professionals: Bretagne-Schuller, Cofidis, Europcar, FDJ, Landbouwkrediet, Saur-Sojasun, Skil-Shimano, Team Type 1, Topsport Vlaanderen-Mercator, Veranda's Willems-Accent
- 1 equip continental: BigMat-Auber 93

## Classificació final
|    | Ciclista            | Equip              | Temps      |
| -- | ------------------- | ------------------ | ---------- |
| 1  | Greg Van Avermaet   | BMC Racing Team    | 5h 21' 43" |
| 2  | Marco Marcato       | Vacansoleil-DCM    | + 02"      |
| 3  | Kasper Klostergaard | Saxo Bank-SunGard  | + 15"      |
| 4  | Ian Stannard        | Team Sky           | + 15"      |
| 5  | Lazlo Bodrogi       | Team Type 1-Sanofi | + 15"      |
| 6  | Mickaël Delage      | FDJ                | + 22"      |
| 7  | Geoffroy Lequatre   | Team RadioShack    | + 22"      |
| 8  | Stuart O'Grady      | Team Leopard-Trek  | + 22"      |
| 9  | Roy Curvers         | Skil-Shimano       | + 22"      |
| 10 | Arnaud Gérard       | FDJ                | + 26"      |